# 比弗科夫 (緬因州)
比弗科夫（英語：Beaver Cove）是一個位於美國緬因州皮斯卡特奎斯縣的鎮。

## 人口
根據2020年美國人口普查的數據，比弗科夫的面積為84.72平方千米，當中陸地面積為82.49平方千米，而水域面積為2.23平方千米。當地共有人口133人，而人口密度為每平方千米2人。